# Eduard Cobbaert
Eduard Cobbaert (Bekegem, 20 februari 1886 - Bekegem, 13 april 1954) was een Belgisch politicus behorend tot de CVP en burgemeester van Bekegem.

## Biografie
Na de gemeenteraadsverkiezingen van 1938 werd Eduard Cobbaert benoemd tot burgemeester. Als schepenen werden Ernest Monteyne en Maurice Vansteelandt gekozen in de vergadering van 10 januari 1939. Met uitzondering van een korte feitelijke onderbreking tijdens de Tweede Wereldoorlog bleef Eduard burgemeester tot eind 1952. Bij de verkiezingen van dat jaar kwam hij niet meer op. Hij stierf op 13 april 1954.
Eduard Cobbaert was gehuwd met Augusta Verplancke. Samen baatten ze Café De Kroon in Bekegem uit, maar Eduard was ook molenaar en kolenhandelaar.
Zijn broer Florimond Cobbaert sneuvelde op 18 september 1918 nabij Zomergem tijdens het Bevrijdingsoffensief. De eerste zoon van Eduard werd genoemd naar zijn gesneuvelde oom.
Ook Eduard Cobbaert had tijdens de Eerste Wereldoorlog in het Belgisch Leger gediend. 